# Donato Tommasi
Donato Tommasi, född 1848 i Neapel, död 1907 i Paris, var en italiensk kemist och fysiker.
Tommasi utförde en del undersökningar inom termokemin, elektrokemin och elektricitetsläran samt dess praktiska tillämpningar. Han författade Traité théorique et pratique d'électrochimie (1889) och Traité des piles électriques et des accumulateurs (1890).